# Доктрина синего карандаша
Доктрина «синего карандаша» (англ. Blue pencil doctrine) — юридическая доктрина в странах общего права, подразумевающая, что суд, признав одну часть договора недействительной или невыполнимой, но другую часть действительной, может обязать стороны следовать условиям действительной части, исключив недействительную часть.
Суд также вправе обязать стороны пересмотреть договор с целью сделать его осуществимым.

## Этимология термина
Термин происходит из правила, согласно которому письменные копии документов должны редактироваться синим карандашом.

## В правеВеликобритании
Существование доктрины в праве Соединённого Королевства закреплено решением Палаты лордов 1894 года по делу Nordenfelt v Maxim, Nordenfelt Guns and Ammunition Co Ltd.
Также данная норма закреплена в Законе о торговле 1979 года и в Правилах о неверных терминах в потребительских контрактах 1999 года.

## В других странах
В большинстве стран суды не наделены полномочием по своему усмотрению редактировать договоры между сторонами. «Доктрина синего карандаша» даёт судам правомочие как удалять невыполнимые положения из договоров, оставляя в силе выполнимые, так и пересматривать договоры, включая в них условия, которые стороны должны были бы, по мнению суда, иметь в виду.